# Orgel der Martinikerk (Sneek)

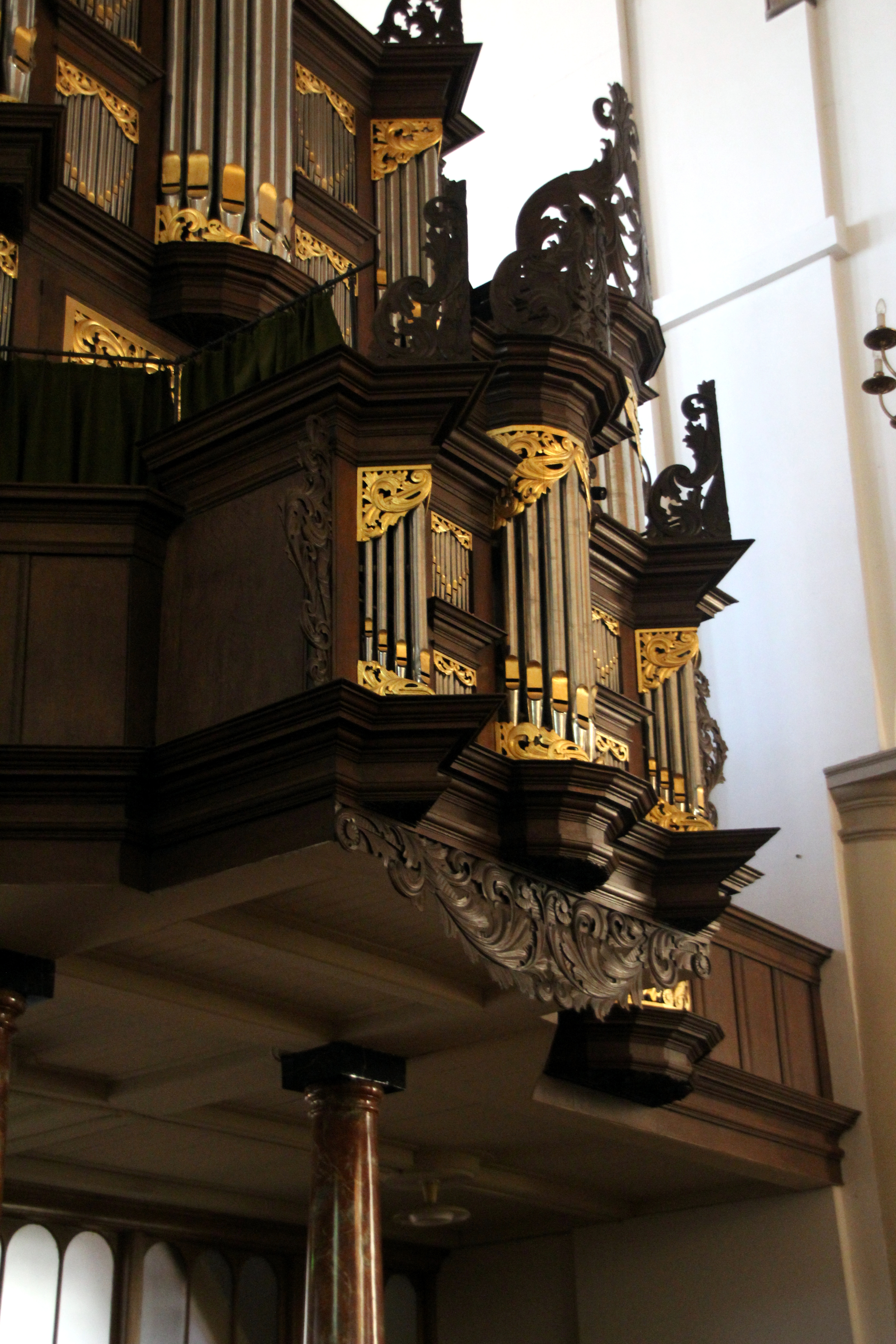
Vorkragendes Rückpositiv

Die Orgel der Martinikerk von Sneek in der niederländischen Provinz Friesland wurde 1710/1711 von Arp Schnitger gebaut. Sie verfügt heute über 38 Register, die auf drei Manuale und Pedal verteilt sind. Nach eingreifenden Umbauten in den Jahren 1898 und 1925 sind noch das Gehäuse und vier Register ganz und sechs teilweise von Schnitger erhalten, einschließlich der Prospektpfeifen.

## Baugeschichte

### Neubau durch Schnitger 1710–1711
Die Martinikerk in Sneek verfügte gegen Ende des 15. Jahrhunderts, als sie ihre spätgotische Gestalt erhielt, über zwei Orgeln. Eine kleine Orgel an der nördlichen Wand wurde 1491/1492 erweitert, während die große Orgel 1681 zusammen mit dem Westteil der Kirche Opfer eines Sturms wurde.
Am 4. Juni 1709 vereinbarte die Kirchengemeinde mit Schnitger für 3000 Caroligulden einen Orgelneubau, der 27 Register auf zwei Manualen (Hauptwerk und Rückpositiv) mit ausgebauten großen Oktaven umfassen sollte. Noch während der Bauzeit wurden Änderungswünsche in der Disposition berücksichtigt und die Gemeinde bestellte ein zusätzliches Brustwerk. Für dessen Bau veranschlagte Schnitger am 14. Juni 1710 weitere 1000 Caroligulden. Für die Errichtung einer neuen Empore mit Treppen und die hölzerne Verkleidung der Balganlage war die Kirchengemeinde verantwortlich. Die Fertigstellung der Orgel mit 36 Registern erfolgte im Februar 1711. Bei der Abnahme überprüften Petrus Havingha und Johann Eitzen, die Organisten der Martinikerk und der Aa-kerk in Groningen das Instrument, das „geexamineerd en met lof geapprobeerd“ wurde.

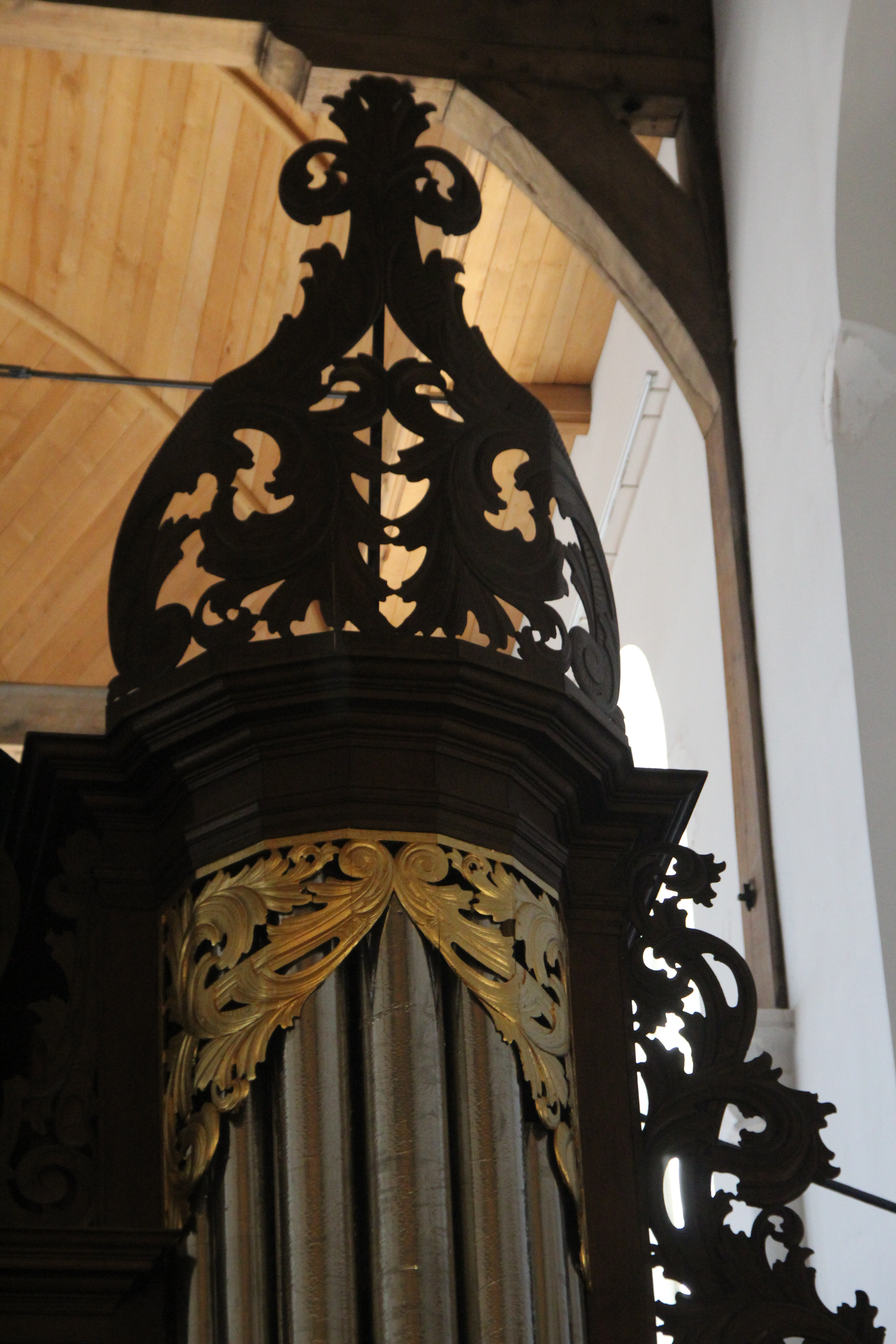
Bekrönung auf dem Pedalturm

Wie bei Schnitgers Orgel in Weener erfolgte die Aufstellung der Orgel in Richtung Westen auf einer Empore zwischen Kirchenschiff und Chor. Rudolf Garrels und Johan Radeker bauten die Orgel auf. In norddeutscher Tradition stehen die Pedaltürme in der Emporenbrüstung. Nach der Zerstörung der Schnitger-Orgel der Der Aa-kerk in Groningen durch den Einsturz des Turmes im Jahr 1710 war die Orgel in Sneek sein größter Neubau in den Niederlanden.
Das Rückpositivgehäuse in der Emporenbrüstung ist die verkleinerte Form des Hauptwerkgehäuses mit der klassischen fünfteiligen Form. Der überhöhte polygonale Mittelturm wird von zwei Spitztürmen flankiert. Dazwischen sind zweigeschossige Flachfelder angebracht, die durch profilierte Kämpferleisten geteilt werden. Das Brustwerk wird an beiden Seiten von doppelten Flachfeldern mit stummen Pfeifen flankiert, die zu den Pedaltürmen vermitteln.

### Spätere Arbeiten
Eine erste Reparatur durch Christian Müller (Amsterdam) ist für 1726 bezeugt, eine weitere von Lambertus van Dam (Leeuwarden) für 1779. 1782 tauschte Albertus van Gruisen einige Register aus. Nicolaas Arnoldi Knock gibt 1788 die vollständige Disposition wieder, die gegenüber Schnitgers Kontrakt kleinere Änderungen aufweist.

### Disposition 1788
| I Rugpositief C–f3 |       |
| Praestant          | 04′   |
| Gedekt             | 08′   |
| Quintadeen         | 08′   |
| Octaaf             | 02′   |
| Quint              | 1 ⁄2′ |
| Sexquialter II0    |       |
| Scharp IV          |       |
| Dulciaan           | 08′   |
| Tremulant          |       |

| II Manuaal C–f3 |    |
| Praestant       | 8′ |
| Holpyp          | 8′ |
| Octaaf          | 4′ |
| Spitsfluit      | 4′ |
| Nasat Quint     | 3′ |
| Super Octaaf    | 2′ |
| Gemshoorn       | 2′ |
| Sexquialter II  |    |
| Ruischpyp II    |    |
| Mixtuur IV–VI0  |    |
| Trompet         | 8′ |
| Voxhumana       | 8′ |

| III Borstwerk C–f3 |    |
| Fluit dous         | 8′ |
| Holpyp             | 4′ |
| Gedekt Quint       | 3′ |
| Praestant          | 2′ |
| Woudfluit          | 2′ |
| Sifflet            | 1′ |
| Mixtuur III–IV0    |    |
| Kromhoorn          | 8′ |

| Pedaal C–d1 |     |
| Praestant   | 16′ |
| Octaaf      | 08′ |
| Octaaf      | 04′ |
| Nagthoorn0  | 02′ |
| Mixtuur VI  |     |
| Bazuin      | 16′ |
| Trompet     | 08′ |
| Clairon     | 04′ |

### Weitere Arbeiten

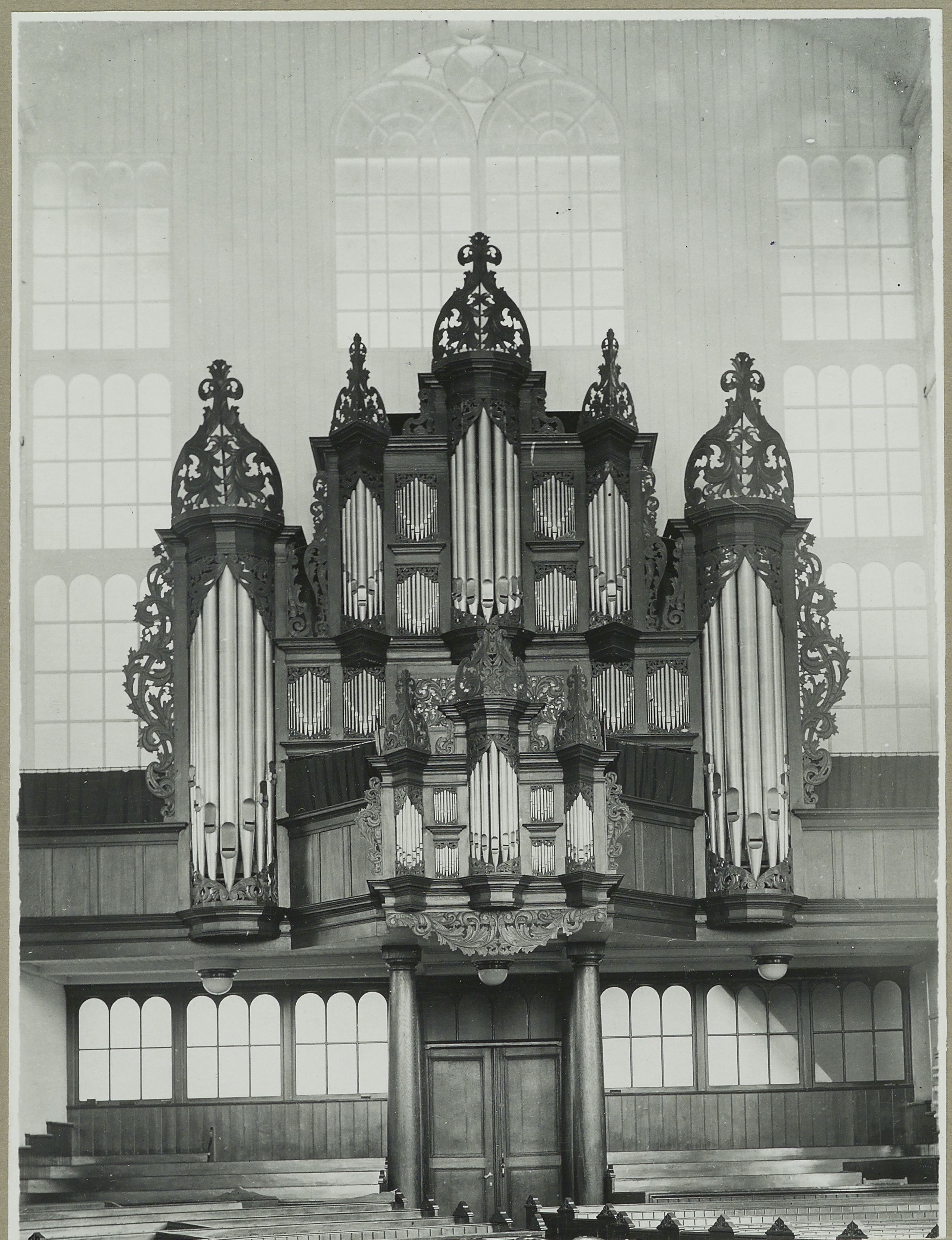
Zustand im Jahr 1925

Willem van Gruisen, Sohn von Albertus, ersetzte im Jahr 1832 ein Register und die fünf tiefsten, gedeckten Pedalpfeifen des Praestant 16′ von C bis E. In der Folge wurden zwei weitere Register ausgetauscht.
Von 1897 bis 1898 erfolgte ein tiefgreifender Umbau durch die Firma Lambertus van Dam & Zonen (Leeuwarden), der einem Neubau gleichkam. Von der Schnitger-Orgel übernommen wurden das alte Gehäuse, einige Register und die Manualwindladen. Das Rückpositiv und das Brustwerk wurden stillgelegt und stattdessen ein neues Oberwerk im Schwellkasten über der Balganlage eingebaut. Wahrscheinlich fanden vier Register in diesem neuen Werk ihren Aufstellungsort. Insgesamt ging etwa die Hälfte der alten Register verloren. Eingebaut wurden neue Klaviaturen mit einem erweiterten Umfang. Die Orgel verfügte nun über 29 Register und zwei Manuale.
Im Jahre 1925 ersetzte van Dam einige Pedalregister und stellte das Pedalwerk auf pneumatische Kegelladen unter Einbeziehung von sechs älteren Registern um. Ab 1930 war die Firma Bakker & Timmenga (Leeuwarden) für die Orgel zuständig und man ersetzte ein Register.

### Restaurierung

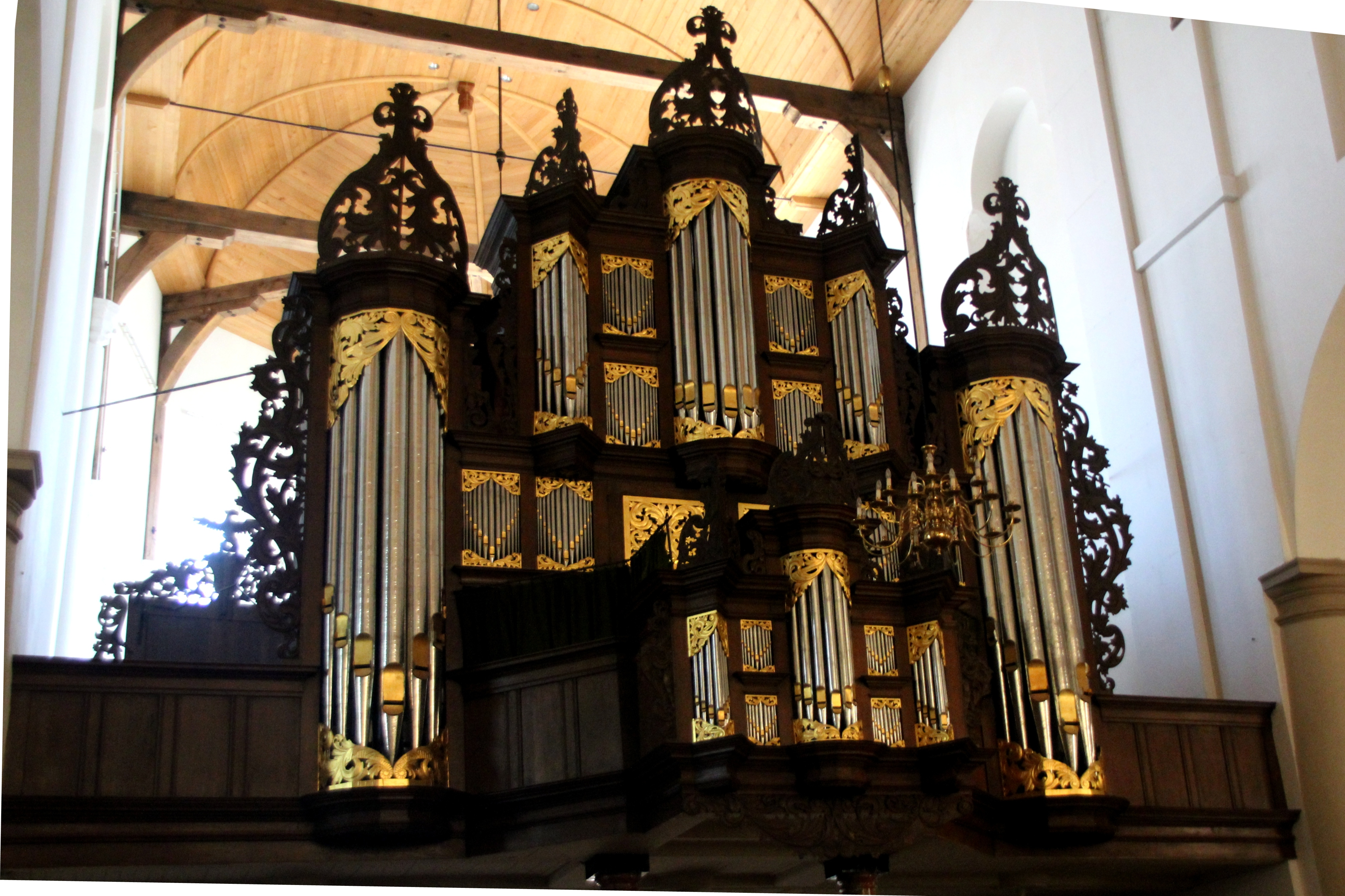
Zustand im Jahr 2014

1943 führten Bakker & Timmenga (Leeuwarden) eine erste Restaurierung durch. In diesem Zuge wurde ein Register ausgetauscht. Seit 1973 wurde eine Restaurierung vorbereitet, die 1988 ihren vorläufigen Abschluss fand. Bakker & Timmenga führten das Instrument auf den Zustand von 1898 zurück, stellten aber das Rückpositiv wieder her. Für das Rückpositiv und Pedal wurden neue Windladen und zehn neue Register gefertigt, ohne dass eine historische Disposition rekonstruiert wurde. Das historische Pfeifenwerk wurde restauriert. Weitere Verbesserungen an der Intonation führten Bakker & Timmenga im Jahr 2011 durch. Dabei wurden die Eingriffe von 1898 an den Schnitger-Registern Praestant 8′ und Octaaf 4′ im Hauptwerk rückgängig gemacht.

## Disposition seit 1988
| I Rugpositief C–g3 |     |      |
| Praestant          | 4′0 | S/BT |
| Quintadeen         | 8′  | vD   |
| Roerfluit          | 8′  | vD   |
| Roerfluit          | 4′  | vD   |
| Nasart             | 3′  | BT   |
| Octaaf             | 2′  | BT   |
| Sexquialter II0    |     | BT   |
| Dulciaan           | 8′  | BT   |
| Tremulant          |     |      |

| II Hoofdwerk C–g3 |      |       |
| Praestant         | 08′  | S/vD  |
| Bourdon           | 16′0 | vG/vD |
| Holpijp           | 08′  | S/vD  |
| Violon            | 08′  | vD    |
| Octaaf            | 04′  | S     |
| Fluit             | 04′  | S     |
| Quint             | 03′  | vG/vD |
| Octaaf            | 02′  | S/vD  |
| Mixtuur II–III0   |      | S     |
| Cornet III D      |      | vD    |
| Trompet           | 08′  | vD    |

| III Bovenwerk (Schwellwerk) C–g3 |     |      |
| Salicionaal                      | 8′0 | vD   |
| Viola di Gamba                   | 8′  | vD   |
| Quintadeen                       | 8′  | vD   |
| Roerfluit                        | 8′  | vD   |
| Salicet                          | 4′  | vD   |
| Flûte Harmonique0                | 4′  | vD   |
| Quintfluit                       | 3′  | S/vD |
| Woudfluit                        | 2′  | S/vD |
| Carillon II D                    |     | S/vD |
| Hobo                             | 8′  | S    |
| Vox Humana                       | 8′  | vD   |
| Tremulant                        |     |      |

| Pedaal C–d1 |      |       |
| Praestant0  | 16′0 | S/BT  |
| Subbas      | 16′  | vD/BT |
| Octaaf      | 08′  | BT    |
| Gedekt      | 08′  | vD    |
| Octaaf      | 04′  | BT    |
| Bazuin      | 16′  | BT    |
| Trompet     | 08′  | BT    |
| Claron      | 04′  | BT    |

- Koppeln: I/II, III/II, I/P, II/P

Anmerkungen
S = Schnitger (1711)
vG = Albertus van Gruisen (1832)
vD = Lambertus van Dam (1898)
BT = Bakker & Timmenga (1988)

## Technische Daten
- 38 Register, 44 Pfeifenreihen
- Windversorgung:

  - 1 Magazinbalg (van Dam)
  - Winddruck: 81 mmWS
- Windladen: Hoofdwerk (Schnitger), Bovenwerk (van Dam), Rugpositief und Pedaal (rekonstruiert)
- Traktur:
  - Klaviaturen (van Dam)
  - Tontraktur: Mechanisch
  - Registertraktur: Mechanisch
- Stimmung:
  - Gleichstufige Stimmung
  - Tonhöhe: ein Halbton über normal